# الإله الأبيض (فلم)
الإله الأبيض (بالمجرية: Fehér isten، بالإنجليزية: White God) هو فيلم درامي مجري أنتج عام 2014، من إخراج كورنيل موندروكزو (بالمجرية: Kornél Mundruczó) وبطولة صوفيا بسوتا (بالمجرية: Zsófia Psotta). عرض الفيلم لأول مرة في 17 مايو 2014 في نسخة 2014 من مهرجان كان السينمائي.

## الملخص
يعيش والدا ليلي ذات الـ 13 عاما منفصلين مذ كانت طفلة صغيرة، ولا تملك أي أصدقاء، سوى كلبها هاغن. في أحد الأيام، تضطر والدة ليلي، التي تعيش معها، للسفر إلى الولايات المتحدة، وعليه تنتقل ليلي إلى منزل دانيال والدها مع كلبها.
في الأثناء، يتم سن قانون جديد في المجر، يقضي بإجبار أصحاب الكلاب الهجينة على تسليم كلابهم إلى الملاجئ أو فإنه سيتعين عليهم دفع ضرائب إضافية من أجل حماية سلالات الكلاب النقية. بناء على هذا القانون، تخلت العديد من العائلات عن كلابها برميها في الشوارع. للأسف، يكون هاجن، كلب ليلي، أحد الكلاب المطالب بتسليمها. يعرض دانيال على ليلي شراء كلب من سلالة نقية إذا تخلصت من هاغن لكنها ترفض، وخوفا من أن يتخلص والدها من هاجن أثناء غيابها، تأخذ ليلي الكلب إلى فصل الموسيقى الخاص بها، حيث يتسبب ظهوره في حدوث فوضى. يهدد المدرس بطرد ليلي من الفصل إذا لم تخرج الكلب من المبنى. لكم بدلا من ذلك، تحتج ليلي بالخروج مع هاجن إلى المدينة، لكن سرعان ما يجدها والدها، الذي ترك العمل للبحث عنهما بعد أن اتصل به مدرس الموسيقى. يشعر والد ليلي بالحرج، ويتطور الوضع إلى أن يصير غضبا بسبب التراكمات التي طرأت عليه في الفترة الأخيرة. يضطر دانيال للتخلص من هاجن بسبب الغرامة، إضافة لصغر مساحة شقته ورفض المالكة لتواجد الحيوانات الأليفة في المبنى، فيقود إلى ضواحي المدينة ويخرج هاجن من السيارة، يطارد الكلب العربة لكنه لا يستطيع اللحاق بها. وتؤكد الحادثة على عدم وجود تفاهم مطلقا بين الأب وابنته.
يبدأ هاجن رحلة وحيدة في التجول في المدينة. ثم يصادق كلبا أبيض بعد أن أنقذه من جزار غاضب. بعد قضاء الليل مع كلاب شوارع أخرى، تلاحق دورية صيد الكلاب هاغن والآخرين. يقع هاجن في المتاعب مرة بعد أخرى إلى أن يتلقفه رجل مشرد يتاجر بالكلاب ويبيعه إلى مروض قاس يقوم بتعذيبه حتى يفقد أهليته ويصير أكثر شراسة. ينازل هاجن كلبا في معركته الأولى فيجهز عليه ويفوز، ثم يستغل انشغال المنضمين فيهرب. يعاود هاجن اللقاء بالكلب الأبيض، لكن الشرطة تسارع بالقبض عليهما..
في الأثناء، ما تزال ليلي غاضبة من والدها ومنزعجة من فقدان هاغن، فتذهب إلى حفلة شبابية وتشرب الكحول لتهوين مصابها. صباحا، تداهم الشرطة الحفلة، وتقتاد ليلي إلى المخفر ثم يستدعى والدها. عند وصوله لاصطحابها، ينفجر دانيال باكيا ويعترف بأنه كان مخطئا في التخلص من هاجن ويخبرها بأنه لا يزال يحبها. يتصالح الاثنان ويتعهد دانيال بحضور حفلتها الموسيقية القادمة في بادرة للاهتمام مجددا بابنته.
على الجانب الآخر من المدينة، يهرب هاغن من الملجأ بعد إذ تبين للمديرة صعوبة مراسه وتهديده للمحيطين به، تقرر قتله، لكن هاجن يفلت من يدي الحارس ويقتله مع الكلاب الأخرى. تكسر المجموعة المتمردة الأقفاص وتطلق سراح الكلاب الأخرى فتتخذه زعيما وتتبعه إلى المدينة. وفي صراع متواصل للانتقام من الأشخاص الذين قاموا بالإساءة إليها، تبدأ الكلاب انتفاضة ضد مضطهديها من البشر، مما يعيث الفوضى في المدينة. يحدد هاغن مكان الأشخاص المستهدفين؛ الجزار والمتشرد والمروض ومالكة المبنى، ويضع دانيال هدفا نصب عينيه. تتعقب المجموعة أثره إلى قاعة الحفلات حيث دانيال وليلي، فيجزع رواد الحفلة ويتكدسون وسط القاعة ليحموا أنفسهم. بعد اكتشاف ليلي للأمر ، تتسلل خارجا وتتبع مجموعة الكلاب على دراجتها بغية الوصول إلى هاجن وإيقاف المجزرة التي ترتكبها الكلاب.
بعد الجولان في المدينة واكتشافها للجثث، تستنتج ليلي أن الهدف القادم هو أبوها الذي قام بطرد هاجن والإساءة إليه. تعود ليلي للصالة حتى تحذر أباها، فيتبعها الجيش، تترك ليلي درجاتها جانبا وتهم بالدخول، فتجد نفسها أمام العشرات من الكلاب المتعطشة للدماء، تقف متسمرة رجاء لكي يتعرف هاجن عليها، لكن طول المدة التي قضاها بعيدا عنها، والتعذيب الذي طرأ عليه كانا كفيلين بمسح ليلي عن ذاكرته. يندفع دانيال من المبنى مسلحا بموقد اللحام للدفاع عن ابنته، ولكن بدلاً من ذلك، تنفخ ليلي على بوقها مقطوعة الرابسودي المجري الثاني للموسيقار المجري فرانز ليست التي يفضلها هاجن، في طلب للصفح عن البشرية. فيغفر لها ويواصل الاستماع. تستلقي جميع الكلاب في لفتة للمصالحة بينما تجلس ليلي أمامها وتستمر في العزف. يذهل دانيال من حجم تأثير الموسيقى على الحيوانات. أخيرا، يلقي سلاحه ويستلقي بجانب ابنته.

## الكلاب
تم استخدام ما يقرب من 250 كلبا في الفيلم. تمت مراعاة الحالة النفسية للكلاب أثناء التصوير تحت إشراف المدربة تيريزا آن ميلر ابنة مروض الحيوانات في هوليوود (وهو الذي أشرف على تدريب الحيوانات الممثلة في أفلام عدة كفيلم بيبي وفيلم كوجو)، ويذكر أن كل الكلاب الممثلة في الفيلم تم تبنيها بعد التصوير، كلها باستثناء الكلبين بودي ولوك (وهما كلبان توأم أديا دور هاغن في حالتيه) فقد كانا ملكا سلفا لأصحابهما.

## الجوائز
فاز الفيلم بجائزة نظرة ما في مهرجان كان السينمائي 2014 وجائزة الأخطبوط الذهبي في مهرجان ستراسبورغ للفيلم الأوروبي الخيالي لأفضل فيلم روائي طويل دولي. كما تم منح الكلاب في الفيلم جائزة سعفة الكلب. تم اختيار الفيلم باعتباره المدخل المجري لجائزة الأوسكار لأفضل فيلم بلغة أجنبية في حفل توزيع جوائز الأوسكار السابع والثمانين، لكن لم يتم ترشيحه.

## طالع أيضًا
- جائزة الأوسكار لأفضل فيلم بلغة أجنبية
- كلب ضال

## روابط خارجية
- مقالات تستعمل روابط فنية بلا صلة مع ويكي بيانات

الموقع الرسمي للفيلم